# Eli Heckscher
Eli Filip Heckscher (24 de novembro de 1879 - 23 de dezembro de 1952) foi um economista político e historiador econômico sueco.

## Biografia
Eli Heckscher nasceu em Estocolmo, filho do empresário judeu dinamarquês Isidor Heckscher e sua esposa Rosa Meyer. Completou sua educação secundária em 1896. Realizou estudos superiores na Universidade de Uppsala (a partir de 1897) e na Universidade de Gotemburgo  (em 1898), completando seu doutorado em Uppsala em 1907. Foi professor de Economia Política e Estatística na Escola de Economia de Estocolmo de 1909 a 1919, quando focou em pesquisa da história econômica, aposentando-se finalmente como professor emérito em 1945. Em 1929, Heckscher fundou o Instituto de Pesquisa em História Econômica e Empresarial como um passo fundamental em seu esforço para criar o campo da história econômica na Suécia e torná-lo uma ciência orientada para a política. Ele avançou em sua agenda recrutando dois outros estudiosos, o historiador Bertil Boëthius (1885-1974) e o economista  Arthur Montgomery. Assim, surgiu a Escola de Estocolmo, participando ativamente no planejamento do governo sueco. 
Eli Heckscher é pai de Gunnar Heckscher (1909–1987), um cientista político e líder do Partido Moderado Sueco. Seu neto é o político social-democrata Sten Heckscher.
Em 1950, Heckscher já havia publicado 1.148 livros e artigos. Um de seus trabalhos mais reconhecidos foi sobre o estudo do mercantilismo, que foi traduzido em várias línguas.
O trabalho mais importante de Heckscher, no entanto, é seu artigo de 1919: O Efeito do Comércio Exterior na Distribuição de Renda Neste artigo, Heckscher forneceu um modelo explicando padrões no comércio internacional agora conhecido como ( modelo Heckscher-Ohlin ). Seu trabalho foi inovador, mas originalmente ganhou pouca atenção por várias razões. Primeiro, Hecksher publicou o artigo na revista sueca "Ekonomisk Tidskrift" em sueco, uma língua com acesso internacional comparativamente menor ao inglês. Em segundo lugar, mesmo os fluentes em sueco que seguem Hecksher podem ter ignorado este artigo em particular no início, já que Heckscher produzia muitas obras (ele publicou 1148 artigos e livros). Finalmente, Heckscher era um judeu que foi um fator porque, assim como o significado do artigo se tornou aparente além da Suécia, a ascensão do antissemitismo globalmente e as proibições do nazismo a autores judeus atrasaram seu maior reconhecimento até depois da Segunda Guerra Mundial . O famoso ex-aluno de Heckscher, Bertil Ohlin, da Escola de Estocolmo (que sucedeu Heckscher como professor lá), expandiu significativamente a teoria de Hecksher, dando-lhe mais apoio e um público mais amplo. Ohlin ganhou o Prêmio Nobel de Ciências Econômicas em 1977, muito depois da morte de Heckscher.

## Teorema de Heckscher-Ohlin
O Teorema de Heckscher-Ohlin, que é concluído a partir do modelo de comércio internacional de Heckscher-Ohlin, afirma: "o comércio entre os países é proporcional às suas quantidades relativas de capital e trabalho. Em países com abundância de capital, os salários tendem a ser altos; portanto, produtos de mão-de-obra intensiva, por exemplo, têxteis, eletrônicos simples, etc., são mais caros de produzir internamente. Em contraste, produtos de capital intensivo, por exemplo, automóveis, produtos químicos, etc., são menos dispendiosos de produzir internamente. Os países com grandes quantidades de capital exportarão produtos intensivos em capital e importarão produtos intensivos em mão de obra com os recursos. Países com grandes quantidades de mão de obra farão o inverso."
As seguintes condições devem ser verdadeiras:
- Os principais fatores de produção, a saber, trabalho e capital, não estão disponíveis na mesma proporção em ambos os países.
- Os dois bens produzidos requerem mais capital ou mais trabalho.
- Trabalho e capital não se movem entre os dois países.
- Não há custos associados ao transporte de mercadorias entre países.
- Os cidadãos dos dois países comerciais têm as mesmas necessidades.

A teoria não depende dos montantes totais de capital ou trabalho, mas dos montantes por trabalhador. Isso permite que países pequenos comercializem com países grandes, especializando-se na produção de produtos que utilizam os fatores que estão mais disponíveis do que seu parceiro comercial. A suposição chave é que capital e trabalho não estão disponíveis nas mesmas proporções nos dois países. Isso leva à especialização, que por sua vez beneficia o bem-estar econômico do país. Quanto maior a diferença entre os dois países, maior o ganho com a especialização.